# Huracán John
El huracán John fue un ciclón tropical que afectó la costa sur del Pacífico mexicano en septiembre de 2024. La undécima tormenta tropical, cuarto huracán y el segundo huracán mayor de la temporada de huracanes del Pacífico de 2024, John, se originó en un área de baja presión en alta mar en el sur de México. Esta baja presión se convirtió en la depresión tropical Diez-E durante la tarde del 22 de septiembre, fortaleciéndose en la tormenta tropical John la mañana siguiente. Al experimentar una rápida intensificación, John pasó de ser una tormenta tropical moderada a un huracán de categoría 3 el 24 de septiembre. Fue con esa intensidad que John tocó tierra en Marquelia, más tarde ese día. Una vez tierra adentro, John se debilito rápidamente y se disipó en la sierra madre del sur del estado de Guerrero ese día más tarde. Sin embargo, los remanentes de nivel medio de John regresaron al mar; al día siguiente, el ciclón se reformó en una tormenta tropical en alta mar en el sur de México. En general, este huracán se caracterizó por un lento desplazamiento en su trayectoria durante su paso por México. 
Tras la formación de John como ciclón tropical a las 21:00 UTC del 22 de septiembre, se emitieron alertas y avisos de tormenta tropical en Guerrero y Oaxaca. A medida que John se intensificaba rápidamente, algunos de estos se convirtieron en Avisos de Huracán. Se prepararon más de 80 refugios de emergencia y se evacuó a 3.000 personas. Una vez que John tocó tierra, las áreas a lo largo de la costa sufrieron deslizamientos de tierra mientras caían más de 250 mm (10 pulgadas) de lluvia en partes de Guerrero y Oaxaca.
Más de 98.200 personas se quedaron sin electricidad en Oaxaca, donde se desplegaron 18.000 miembros de las fuerzas armadas y trabajadores del gobierno para ayudar en las operaciones de respuesta a emergencias. Las lluvias torrenciales también cayeron en los estados vecinos de Chiapas, Veracruz, Michoacán y Puebla.

## Historia meteorológica
El 21 de septiembre, se formó un área de baja presión que producía lluvias desorganizadas y tormentas eléctricas frente a la costa sur de México. El sistema se organizó mejor al día siguiente y alcanzó una circulación superficial cerrada, lo que resultó en la formación de la depresión tropical Diez-E la tarde del 22 de septiembre, a unos 280 km al sur de Punta Maldonado. El sistema continuó desarrollándose esa noche y se fortaleció hasta convertirse en la tormenta tropical John a las 06:00 UTC de la mañana siguiente. Mientras se movía lentamente hacia el norte-noreste el 23 de septiembre, atrapado en el flujo del suroeste asociado con la vaguada monzónica cerca de América Central, John comenzó a intensificarse rápidamente. Se convirtió en huracán de categoría 1 a las 17:45 UTC ese mismo día, y luego, solo 9 horas después, alcanzó la intensidad de huracán mayor de categoría 3 con vientos sostenidos 195 km/h. Fue con esa intensidad que John tocó tierra en Marquelia, a unos 40 km del noroeste de Punta Maldonado, a las 03:20 UTC del 24 de septiembre. John se debilitó rápidamente hacia el interior, y sus vientos cayeron a la fuerza de tormenta tropical unas 12 horas después. A las 18:00 UTC del 24 de septiembre, John se disipó sobre el accidentado terreno del sur de México.  
Un canal alargado se desarrolló en asociación con los restos de John a medida que el ciclón se disipaba. El canal produjo un gran área de actividad de lluvias y tormentas eléctricas, y comenzó a mostrar signos de organización el 25 de septiembre. Las observaciones de los barcos indicaron importantes caídas de presión dentro del sistema, y para las 15:00 UTC, John se reformó en una tormenta tropical.

## Preparativos
Tras la formación de John como ciclón tropical en la tarde del 22 de septiembre, se emitió una Vigilancia de Tormenta Tropical desde Punta Maldonado hasta Salina Cruz, Oaxaca. A las 09:00 UTC del día siguiente, esto se cambió a una Advertencia de Tormenta Tropical desde Punta Maldonado hasta Huatulco, con una Vigilancia de Tormenta Tropical extendiéndose hasta Salina Cruz. Se declaró una Vigilancia de Huracán dentro del área de Advertencia de Tormenta Tropical. La Vigilancia de Huracán se actualizo a una Advertencia de Huracán unas horas más tarde. Se emitió una alerta roja de emergencia para Guerrero y Oaxaca. John amenazó a partes de México que aún se recuperaban del huracán Otis del año anterior, que atravesó una fase de intensificación rápida similar. Se esperaba que los turistas en Puerto Escondido, fueran evacuados por la Secretaría de Protección Civil (SSPC). Los negocios de toda la ciudad estaban cerrados. El Aeropuerto Internacional de Puerto Escondido también cerró durante la tormenta. Se prepararon más de 80 refugios de emergencia y se evacuó a 3.000 personas. La Comisión Federal de Electricidad (CFE) desplegó más de 1.400 electricistas y varias grúas y plantas eléctricas de emergencia para responder a los cortes de energía en las regiones afectadas. Se cerraron escuelas en Guerrero y Oaxaca. 

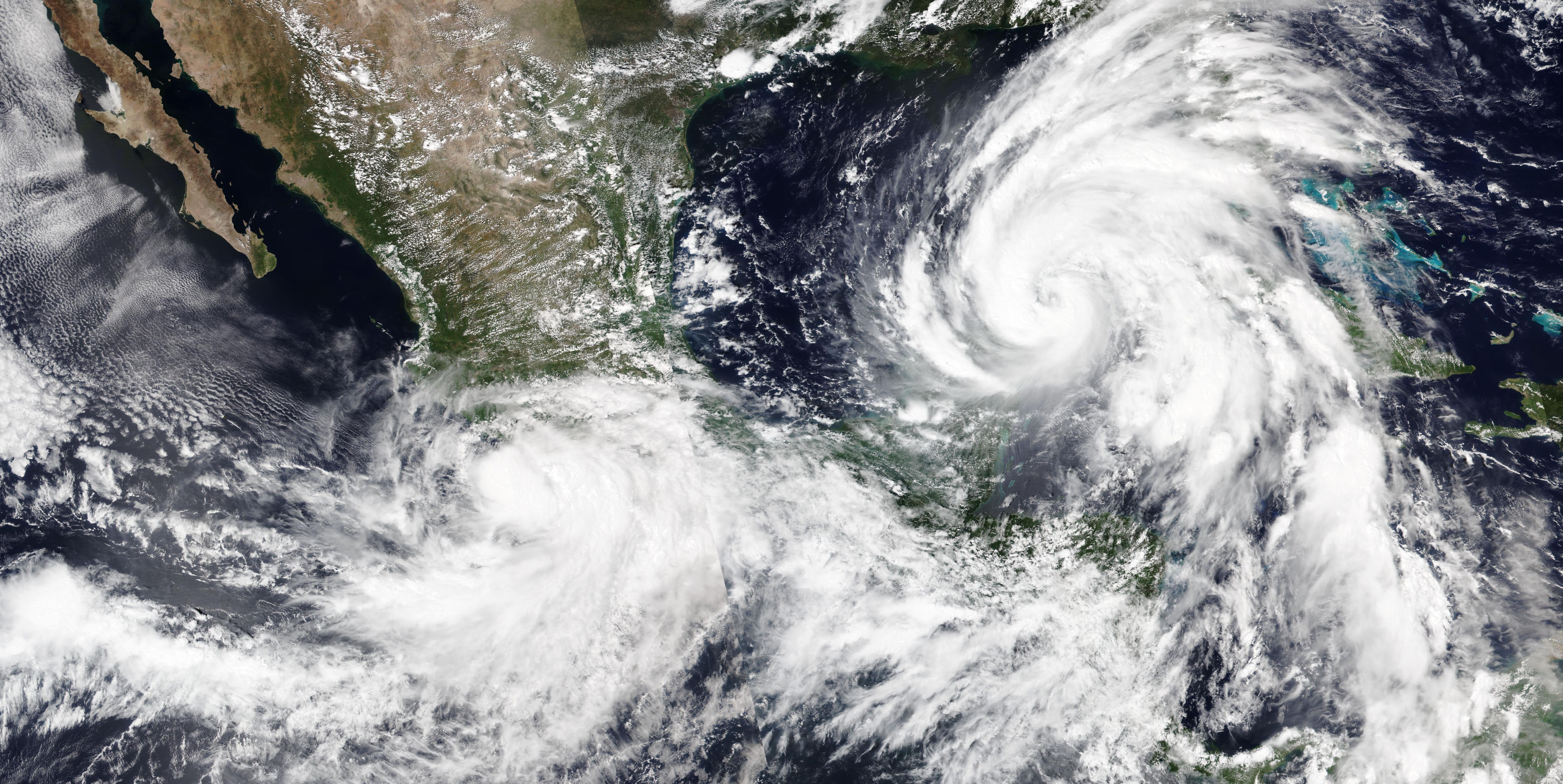
El huracán Helene y la tormenta tropical John impactaron simultáneamente a México el 25 de septiembre.

## Impacto

### Oaxaca
Derivado de los efectos provocados por John mientras ingresaba por la región Costa Chica de Guerrero el 24 de septiembre, se reportó la muerte de tres personas, una mujer en Santiago Amoltepec y otras dos personas en la sierra del estado, según confirmó el gobernador del estado, Salomón Jara Cruz. También se informó del desbordamiento de la corona de la cinta asfáltica en sus dos sentidos de la Carretera Federal 200, en los límites con el estado de Guerrero,en el kilómetro 212+700, tramo Cuajinicuilapa-Pinotepa.
El 28 de septiembre, por efecto de las lluvias torrenciales provocadas por John en la región mixteca de la entidad, se confirmó la muerte de otro adulto mayor y un niño cuando un deslizamiento de tierra cubrió su vivienda en el municipio de Coicoyán de las Flores.

### Guerrero
Los efectos de John al impactar la región Costa Chica la noche del 23 de septiembre y madrugada del 24 de septiembre provocaron serias afectaciones en viviendas, caída de postes, árboles y anuncios espectaculares, así como la suspensión del suministro eléctrico por varias horas en Cruz Grande, Copala y Marquelia. La Carretera Federal 200 en su tramo Acapulco - Pinotepa, la principal vía de comunicación terrestre de la región, registró un corte total a la circulación a la altura de la localidad de San José Las Palmas, en el municipio de Cuautepec, la madrugada del 25 de septiembre. Un vehículo de una empresa de telefonía resultó afectado al caer en el socavón que generó el reblandecimiento de la terracería en la carretera. 
Alrededor de las 4:00 a.m. CDT, ocurrió un deslizamiento de tierra en la colonia Santiago Apóstol de Tlacoachistlahuaca que sepultó a una mujer de 37 años de edad y a su sobrino de 10 años. Una tercera muerte de una mujer me'phaa ocurrió en Malinaltepec cuando fue sepultada por una barda que colapsó debido a un deslizamiento de tierra en su casa. Otro hombre de 28 años de edad murió en la localidad de Ocotitlán, municipio de Tecoanapa al caerle un muro encima. El 25 de septiembre, fue reportada la muerte de otro hombre de 52 años en Malinaltepec, tras sufrir una caída cuando sacaba el agua de su casa que resultó afectada por las fuertes lluvias.
El 26 de septiembre, en la región Costa Grande de la entidad, se registró el corte a la circulación de la Carretera Federal 200, cerca de la entrada a Tenexpa. La crecida de un río y el reblandecimiento de la tierra provocaron daños en el puente El Cuajilote de dicha vía federal.
El 27 de septiembre, en la región de la Tierra Caliente del estado, fue confirmada la muerte de tres hombres de origen chino, trabajadores de una minera, que fueron arrastrados en su vehículo por la corriente de un río en a localidad de San José El Pilón, cerca de Zirándaro de los Chávez.
Según declaraciones de la Coordinadora General del Servicio Meteorológico Nacional (SMN), Alejandra Margarita Méndez Girón, hasta el 27 de septiembre de 2024 el huracán John había acumulado solo en el estado de Guerrero una precipitación total de hasta 1,442 mm, lejos de los 350 mm registrados por el huracán Otis, que afectó la entidad once meses antes.

#### Acapulco
El 25 de septiembre, la lluvia ininterrumpida que ocurría en Acapulco provocó un alud de tierra que cayó encima de una vivienda en La Sabana, sepultando a una niña de 4 años de edad, otro niño con el que se encontraba en una habitación pudo ser rescatado con vida.
El 27 de septiembre se reportó la muerte de un niño que fue arrastrado por la corriente y se ahogó cuando colapsó su casa en la colonia Ecologista, ubicada en la localidad de La Venta, mientras que otro hombre también fue arrastrado por una fuerte corriente en la colonia Lomas La Esperanza. Otro deceso de un hombre fue reportado en el punto conocido como Casas Homex, cerca de Llano Largo, luego de ser arrastrado por la corriente de un río.
En el transcurso del día miércoles 26 de septiembre, ocurrió un deslave con piedras y lodo en la calle 13 de la colonia Juan R. Escudero, en la parte alta poniente del puerto. El deslizamiento de lodo abarcó unos 100 metros de la mencionada vialidad, llevándose consigo automóviles y afectando dos casas. La mañana del 27 de septiembre, tras casi cinco días ininterrumpidos de lluvia en Acapulco, un muro de contención de 60 metros de largo por 30 metros de ancho colapsó en la unidad habitacional Infonavit Alta Progreso, dejando en riesgo de afectación mayor a un complejo de cinco edificios de dicho asentamiento humano, por lo que las autoridades ordenaron la evacuación de más de 300 personas que habitan el lugar.